# Санитарный кордон
Санита́рный кордо́н (фр. cordon sanitaire) — обобщающее геополитическое название группы лимитрофных государств, первоначально созданный под эгидой Великобритании и Франции после распада Российской империи вдоль европейских границ Советской России и сдерживавшей проникновение коммунистических идей в страны Запада в 1920-е — 1930-е годы.
С 1990-х годов термин стал широко использоваться вновь. В буквальном переводе понятие санитарный кордон обозначает одно из основных мероприятий, предпринимаемых в ходе карантина, — карантинную (санитарную) линию, полосу (зону) отчуждения, специально организуемый барьер для остановки распространения эпидемии заразной болезни.

## История

### Версаль
В первой половине XX века после краха Австро-Венгерской, Германской, Османской и Российской империй с образованием и упрочением на большей части территории России советской власти, а особенно с возникновением Коминтерна, понятие «санитарный кордон» стало употребляться метафорически. Первенство в этом приписывается премьер-министру Италии Витторио Орландо, заявившему 21 января 1919 года на заседании премьер-министров в рамках Версальской конференции:

Обычно, чтобы остановить распространение эпидемии, устанавливают санитарный кордон. Если принять подобные же меры против распространения большевизма, он мог бы быть побеждён, ибо изолировать его — значит победить.
В дальнейшем эта идея была поддержана председателем Совета министров Франции Жоржем Клемансо: в марте 1919 года он убеждал недавно созданные пограничные с РСФСР государства сформировать антисоветский оборонительный союз с целью изоляции Западной Европы от угрозы распространения коммунизма и экспорта революции. Основной задачей создаваемого «санитарного кордона» была полная политическая и экономическая изоляция Советской России, а также предотвращение сотрудничества между Германией и Россией.
У историков нет единого мнения относительно того, какие государства и страны входили в «санитарный кордон»; в различных источниках упоминаются Финляндия, Эстония, Латвия, Литва, Польша, Чехословакия, Венгрия, Румыния, Болгария, Югославия. Отдельные исследователи считают, что Венгрия, Финляндия и прибалтийские государства не входили в систему «кордона».
Ленин называл мирный договор с Эстонией в 1920 году новым «окном в Европу», поскольку в результате его заключения в «санитарном кордоне» образовалась первая брешь.

### Оценки
Концепция «санитарного кордона» стала важным элементом организации Версальско-Вашингтонской системы международных отношений. Госсекретарь США, лауреат Нобелевской премии мира Генри Киссинджер в своей книге «Дипломатия», например, отмечает, что благодаря Версалю «Россия была оторвана от Европы революционной драмой и „санитарным кордоном“ малых восточноевропейских государств».

Ряд исследователей сомневается в том, что система «санитарного кордона» работала эффективно. Некоторые историки — в частности, Андре Фонтэн (фр. André Fontaine) — видят в концепции «санитарного кордона» Клемансо реальное начало холодной войны.

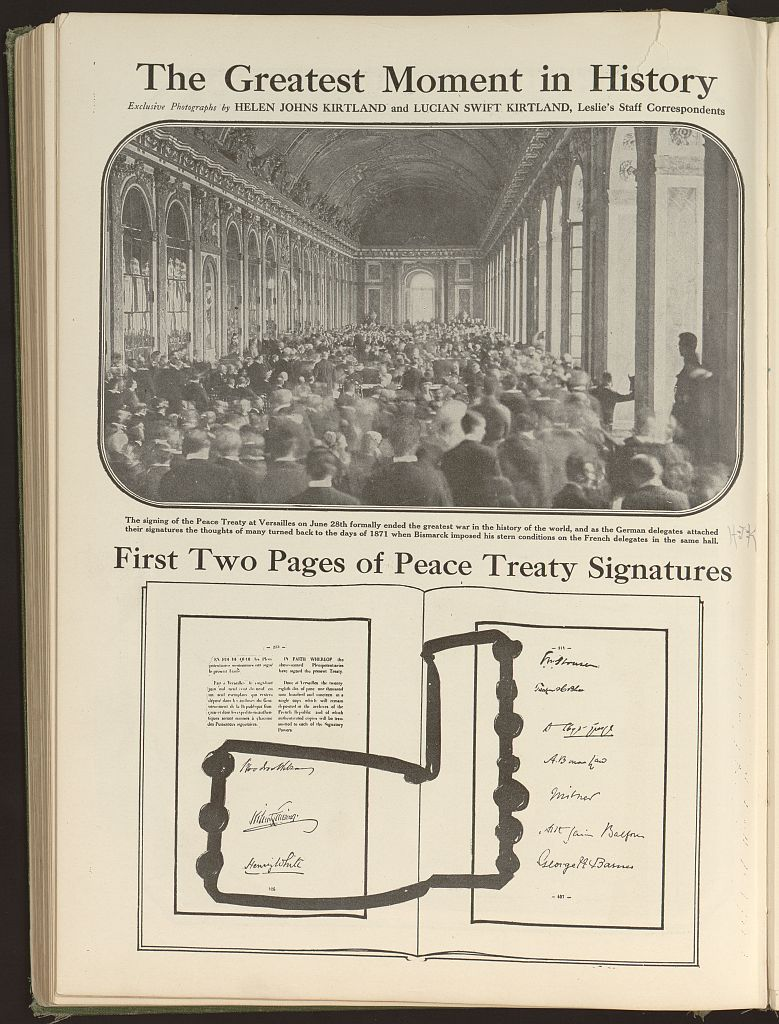
Подписание мира в Зеркальном зале Версальского дворца 28 июня 1919 года. Подписи сторон

Так или иначе, Версальско-Вашингтонская система международных отношений в целом оценивается историками как неустойчивая и чреватая нестабильностью, так как многие геополитические вопросы остались неразрешёнными или были зафиксированы в положении, не устраивавшем основных мировых игроков. Например, Генри Киссинджер по этому поводу пишет:

Версальское… урегулирование было мертворождённым, поскольку ценности, на которых оно покоилось, не вязались со стимулами для его поддержания; большинство государств, от которых требовалось обеспечить защиту достигнутых договорённостей, в той или иной мере считали их несправедливыми.

В частности, нарком иностранных дел СССР Вячеслав Молотов в своём докладе «О внешней политике Советского Союза» на внеочередной пятой сессии Верховного Совета СССР первого созыва 31 октября 1939 года охарактеризовал Польшу как «уродливое детище Версальского договора, жившее за счёт угнетения непольских национальностей». В статье Большой советской энциклопедии о внешней политике Советского Союза заявлялось, что страны «санитарного кордона» служили плацдармом для антисоветских походов.
Пренебрежительные высказывания о странах «санитарного кордона» можно обнаружить и у лидеров англо-французской коалиции и её сателлитов. Так, министр иностранных дел Великобритании Джордж Керзон, в своё время выдвинувший идею создания буферных государств на границах Британской Индии, раздосадованный чрезмерной, на его взгляд, активностью дипломатов стран Прибалтики, обмолвился: «Чего ещё хотят эти… версальские уродцы?!», а начальник польского государства маршал Юзеф Пилсудский позднее отозвался о соседней Чехословакии как об «искусственном и уродливом детище Версаля».
Послеверсальский мир продлился лишь два десятилетия, его несовершенство называлось среди основных причин Второй мировой войны. В частности доктор экономических наук, профессор Института Европы РАН Алексей Хайтун писал, что система «санитарного кордона» действительно ограничила распространение коммунизма, однако она способствовала возникновению идеологии и государственности германского национал-социализма.

### Послевоенный мир
В 1942—1943 годах правительство Великобритании разрабатывало планы создания различных курируемых Западом федераций малых стран Центральной, Юго-Восточной и Северной Европы, с тем чтобы образовать «санитарный кордон» против СССР. Намечалась, в частности, придунайская федерация и прочие. Доктор исторических наук В. М. Фалин приводит призыв Уинстона Черчилля отгородить Советскую Россию от Западной Европы кордоном «неистово ненавидящих большевизм государств».
Однако после Второй мировой войны и по её итогам, как отмечала БСЭ, «вместо враждебного „санитарного кордона“ соседями СССР стали в большинстве своём дружественные государства», образовалась мировая система социализма. «Англо-американские планы возрождения „санитарного кордона“ рухнули», — отмечал доктор исторических наук Н. Н. Яковлев. В выпущенном под эгидой ИМЭМО РАН многотомном научном издании «Системная история международных отношений 1918—2003» (глава редколлегии — академик РАН Георгий Арбатов) указан основной мотив, которым в то время руководствовался Советский Союз: это опасения повтора сценария нападения с Запада. Поэтому Москва превратила Восточную Европу в зону безопасности СССР, «санитарный кордон наоборот», задачей которого была уже не оборона Запада от коммунистического влияния, а защита Советского Союза от его потенциальной агрессии.
На Западе в связи с этим концепция «санитарного кордона» сменилась стратегией сдерживания авторства Джорджа Кеннана, лёгшей в основу доктрины Гарри Трумэна и политики «отката назад» Дуайта Эйзенхауэра. Доктор политических наук Института США и Канады РАН, профессор МГИМО Алексей Богатуров пишет:

Поскольку СССР уклоняется от конфликта, то выдвигая американское присутствие к рубежам зоны советских интересов можно побудить Москву «отойти вглубь». На эту посылку опиралась доктрина «отбрасывания» (roll-back) коммунизма, которой пыталась обогатить американскую политику новая администрация [Эйзенхауэра].

В результате обозначилось и упрочилось не только мирное сосуществование, но и противостояние двух послевоенных сверхдержав, СССР и США, мир стал биполярным. Под эгидой последних были созданы военно-политические блоки — НАТО, СЕАТО, СЕНТО (см. также Теория домино), Советский Союз и социалистические страны образовали противостоящую им Организацию Варшавского договора. Утвердилось основанное на ядерном паритете состояние холодной войны.

## Современность

### Вопрос о воссоздании кордона вокруг России
Политика, проводившаяся в целом ряде сопредельных с Россией государств в конце XX — начале XXI века, вызвала — прежде всего в самой России — многочисленные сравнения и прямые сопоставления с политикой «санитарного кордона» образца 1920-х и 1930-х годов.
Так, министр иностранных дел России Сергей Лавров заявлял, что ныне «приходится сталкиваться с тем, что трудно воспринимать иначе, как воссоздание санитарного кордона к западу от границ России…» Министр обороны РФ Сергей Иванов заявлял, что «не все, а некоторые восточноевропейские государства, „младоевропейцы“, сейчас по существу выполняют функцию такого кордона». Аналогичные взгляды высказывали Анатолий Чубайс, Павел Бородин и др.
Комментаторы согласны в том, что cordon sanitaire находится в процессе активного строительства и продвижения вглубь постсоветского пространства, при этом часть из них убеждена, что «кордон» уже создан и является реалией, остальные же полагают завершение его сооружения угрозой ближайшего будущего.

#### Оценки истоков и целей
Идею создания новой своего рода «санитарной зоны» на границах посткоммунистической России иногда приписывают экс-помощнику президента США по национальной безопасности, политологу Збигневу Бжезинскому, хотя в его книге «Великая шахматная доска» такого термина не содержится (там употребляется понятие «буферные государства»), а сам он считает, что в настоящее время следует говорить о самоизоляции России. Председатель Комитета Совета Федерации РФ по международным делам Михаил Маргелов в интервью «Российской газете» высказал мнение, что нынешний «санитарный кордон» из восточноевропейских государств создан по замыслам западных геополитиков рубежа XIX—XX веков.
В изданной в 1995 году книге «Россия и Запад: общность или отчуждение?» доктора исторических наук, одного из лидеров партии «Яблоко» Владимира Лукина, написанной им в соавторстве с доктором исторических наук, завотделом внешней политики Института США и Канады РАН Анатолием Уткиным, констатируется, что после распада Советского Союза

…прибавились новые проблемы. Восточноевропейские страны из союзников превратились в подозрительно (если не неприязненно) относящихся к России субъектов европейской политики, которые не только не стремились быть связующим звеном между Россией и Западом, а скорее оказались готовы играть роль очередного «санитарного кордона» в отношении России.

Говоря о «кордоне», Сергей Лавров заявлял, что новые члены ЕС одержимы стремлением «сдерживать» Россию, взять некий исторический реванш. О цели «санитарного кордона» — заключить Россию в геополитическую резервацию, оторвав от Европы, — пишут Модест Колеров, Сергей Кургинян, Наталья Нарочницкая, Сергей Марков, Михаил Леонтьев, Евгений Минченко, Вячеслав Игрунов, Михаил Маргелов,, Виталий Третьяков, Глеб Павловский и другие историки, политологи и политики, в том числе и в постсоветском пространстве.

#### Предполагаемые мотивы
Российские и иностранные аналитики полагают, что вместо защиты «свободного мира» от российского коммунизма, декларировавшейся в начале века как основная цель cordon sanitaire, в 1990-х годах у «санитарного кордона» в Восточной Европе мог быть экономический аспект. Главный редактор газеты КоммерсантЪ Азер Мурсалиев замечал по этому поводу, что, сколько бы ни твердили на Западе и Востоке о том, что в Европе больше не должно быть разделительных барьеров, линия экономического раздела, «балто-черноморский санитарный коридор» отчётливо проглядывается и становится реальностью. Доктор экономических наук Алексей Хайтун пишет об экономической подоплёке:

История распорядилась так, что российский газ отделён от центров европейского потребления кольцом восточноевропейских стран, нечто вроде «санитарного кордона» в трактовке лорда Керзона 20-х годов прошлого века… Сейчас подобный кордон, если он на самом деле оформлен как идеология и государственная практика, призван защитить новые государства ЕС от российского доминирования…

Военный обозреватель РИА «Новости» Илья Крамник заявлял, что «как только в политике России стали прослеживаться намёки на самостоятельность, на Западе сразу вспомнили о политике санитарного кордона, который и был спешно воссоздан».

#### Оценки состава и перспективы
В 1997 году Анатолий Чубайс заявил в интервью о существовании планов создания своего рода «санитарного кордона», призванного изолировать Россию от цивилизованного мира и охватывающего пространство от Азербайджана до Прибалтики. Сходную позицию занимают многие эксперты, говорящие об опасности создания «кордона». При этом полоса нового «санитарного кордона» расширилась за счёт включения в неё бывших союзных республик СССР и эта экспансия стала важным направлением евроатлантизма: «кордон» становится фронтом. Доктор исторических наук, профессор МГИМО Владимир Дегоев констатирует:

Элегантные ухаживания за бывшими советскими республиками постепенно переходят в жёсткое давление. Не всегда оглашаемая, но всегда подразумеваемая цель домогательств — согласие идти в фарватере американской политики, направленной на создание такого «санитарного кордона» вокруг России, который способен служить и линией обороны от неё, и плацдармом для наступления.

По словам Бориса Биккинина, руководителя Комиссии по обороне и безопасности Союзного государства, этот «санитарный кордон» развивается искусственно и союз России и Белоруссии создаёт двум последним геостратегический коридор на Запад. Аналитики отмечают, что в планах новый «санитарный кордон» перестаёт быть собственно «балтийско-черноморским забором», а простирается на Кавказ и даже имеет среднеазиатскую составляющую, не ограничиваясь Европой. Различными, прежде всего российскими, аналитиками к уже образовавшемуся или образующемуся в последние годы антироссийскому «санитарному кордону» причисляются следующие страны:
| - Эстония - Латвия - Литва - Польша | - Чехия - Венгрия - Румыния - Болгария | - Украина - Молдавия - Грузия - Азербайджан | Потенциальные кандидаты - Белоруссия - Армения - Узбекистан | - Таджикистан - Киргизия - Казахстан - Туркменистан |

#### Оценки стратегии
Частью стратегии окружения России новым санитарным кордоном называют организацию оранжевых революций и формирование антироссийских постсоветских политико-экономических блоков и региональных объединений — в частности, СДВ, ОЭС, Вишеградской группы, ГУАМ и Восточного партнёрства. Владимир Лукин указывает на наличие вопросов к США по поводу уже существующей и планируемой ими к размещению в странах российского ближнего зарубежья сети американских военных баз и ведения в этих государствах политических интриг: несмотря на отрицание Америкой неблаговидности своих намерений, Россия склонна интерпретировать ситуацию как установление санитарного кордона «под эгидой всяческих слов и заверений». По его словам, Задача Соединённых Штатов состоит в том, чтобы на эти вопросы ответить убедительно для нас.
Вызывает беспокойство у российских аналитиков и объявленная Западом «Война против терроризма». Андрей Фурсов, директор Института русской истории РГГУ, завотделом Азии и Африки ИНИОН РАН, говоря о современном санитарном кордоне, заявлял:

Вытеснение России из бывших советских среднеазиатских республик… — это тихая, ползучая политико-экономическая война за русское наследство, и так называемая «антитеррористическая операция», по сути, служит если не началом её, то прологом к ней, и главный противник в этой войне — Россия.

Некоторые политики и политологи считают, что, как и в 1920—1930-е годы, входящие в санитарный кордон страны являются так называемыми государствами-лимитрофами. Доцент кафедры мировой политики ГУ-ВШЭ, кандидат исторических наук Андрей Суздальцев в рецензии на статью Юлии Тимошенко выделил «родимые пятна» лимитрофии:
- паразитирование на геополитическом соперничестве внешних сил;
- разогрев их противоречий;
- продажа любой из них своей геополитической ориентации, предложение своих услуг;
- втягивание внешних сил в собственные нерешённые проблемы с Россией, использование их как арбитров;
- попытки создания альтернативных Москве центров политического влияния;
- антироссийские информационные кампании.

Директор Центра анализа стратегии и технологии, издатель журнала «Moscow Defense Brief» Руслан Пухов полагает, что правящие элиты восточноевропейских стран считают своё положение санитарного кордона главным политическим ресурсом и активно это эксплуатируют. В предисловии к вышедшему в 2005 году сборнику статей аналитиков информационного агентства REGNUM «Россия и „санитарный кордон“» политолог Глеб Павловский писал, что формирование санитарного кордона это европейский бизнес на отбрасывании России, в котором «наши союзники — разносчики опасного вируса, Евровосток — зона заражения».

#### Критика политики России
Доктор исторических наук Лилия Шевцова из московского Центра Карнеги указывает в Der Spiegel, что выстраивание вокруг России cordon sanitaire подпитано непрофессионализмом внешней политики РФ. Андрей Колесников, журналист и руководитель Центра политической философии, считает взгляды на посткоммунистические государства как на санитарный кордон частью «не до конца оформившейся государственной идеологии Российской Федерации».
Оппозиционный политик Григорий Явлинский убеждён, что «российское авторитарное государство само создает вокруг себя санитарный кордон». Его однопартиец по «Яблоку» Алексей Арбатов, доктор исторических наук, зампред комитета Госдумы по обороне, указывает, что России следует предотвратить возникновение враждебного санитарного кордона из постсоветских государств и их превращение в сферу влияния других держав путём отказа от применения вооружённой силы и учёта различий в отношениях с этими государствами.
Информационное агентство Рейтер публиковало аналитическую статью Олега Щедрова о попытке Запада окружить Россию новым санитарным кордоном — где он приводил слова неназванного кремлёвского чиновника о войне в Грузии в августе 2008 года:

Это могла быть Грузия или что-то ещё, но что-то должно было стать «последней соломинкой». Мы не можем бесконечно отступать с улыбчивым лицом.

#### Точки зрения на Западе
Министр обороны США Роберт Гейтс заявил, что, хотя у России есть законные интересы в области безопасности, утверждения о санитарном кордоне «отдают старым советским агитпропом», а политика продиктована желанием доминировать в ближнем зарубежье.
О санитарном кордоне высказываются западные комментаторы. Старший репортёр Le Figaro Лор Мандевиль (фр. Laure Mandeville) пишет, что желание Запада видеть в своих рядах прибалтийские страны и даже Украину не имеет ничего общего с геополитическим заговором. Противоположной точки зрения придерживается Дэниел Шорр (англ. Daniel Schorr), старший аналитик новостей National Public Radio и лауреат трёх «Эмми». В своей статье в Christian Science Monitor он пишет, что администрация Джорджа Буша с бывшими советскими республиками и сателлитами пытаются воссоздать санитарный кордон сдерживания в духе Джорджа Кеннана, и недоумевает, зачем США нужна новая маленькая холодная война. Николас Уапшотт (Nicholas Wapshott) в New York Sun писал, что президент Буш полностью осознал безотлагательность установки санитарного кордона вокруг России, обратившись к лидерам НАТО с призывом предоставить досрочное членство Украине и Грузии, но Франция и Германия наложили вето на эту идею. Другие источники также отмечали нежелание Германии и Франции присоединяться к созданию кордона против России.
Президент парижской Réseau Voltaire Тьерри Мейсан (фр. Thierry Meyssan) считал, что Вашингтон взял под контроль Украину и изолировал Белоруссию именно для того, чтобы предотвратить нормальную транспортировку российского газа, — и Германия пытается обойти этот новый санитарный кордон. Жак Сапир, специалист по России французской Высшей школы социальных наук, в интервью Radio France Internationale полагал, что если НАТО нацелен на создание санитарного кордона, то любая страна, вступающая в альянс, совершает акт агрессии по отношению к России и наносит ущерб её национальным интересам.
Размышляя в Junge Welt о роли Польши, австрийский публицист Вернер Пиркер (Werner Pirker) видит одержимую честолюбием Варшаву в центре антироссийского заговора по созданию санитарного кордона от московитов. Историк и колумнист Le Nouvel Observateur Жак Жюлиар (Jacques Julliard) думает, что санитарный кордон вокруг России создаёт такой акт возврата к холодной войне как принятие в НАТО Украины и Грузии.

#### Точки зрения в Восточной Европе
Руководители ряда восточноевропейских стран и России неоднократно заявляли об отсутствии проблем в отношениях, стремлении к дружбе, о нежелании их стран быть «новым санитарным кордоном».
Премьер-министр Латвии Айгар Калвитис в 2009 году в интервью газете Berliner Zeitung, отвечая на вопрос «как он определяет роль своей страны в отношении России, как мост или как часть нового санитарного кордона», сказал, что Латвия всегда была историческим мостом между Востоком и Западом, а сегодня, обладая развитой транспортной инфраструктурой, является идеальным «трамплином» между развитым потребительским рынком ЕС и развивающимися рынками России и СНГ.
Бывший президент Польши Александр Квасьневский убеждён, что Западу следует со временем предложить России полноправное членство в атлантических структурах. Президент соседней Литвы Валдас Адамкус заявляет, что «опасность возникновения новых „железных занавесов“ остается по сей день, и в ближайшем соседстве с Литвой есть страны, избегающие демократических изменений», однако, по его словам, нет таких стен и таких дверей, которые демократия не смогла бы преодолеть, поэтому следует создать единую и свободную Европу «от Адриатики до Каспия».
В 2007 году тогдашний лидер Партии регионов Украины Виктор Янукович, слова которого цитировала газета the Telegraph, сообщал, что его политические оппоненты видят Украину ключевым элементом санитарного кордона против России, и выражал сомнения в том, что такая конфронтация в интересах Европы. В украинской публицистике середины 2000-х годов понятие «санитарный кордон» использовалось и для описания процессов, связанных с серьёзным усилением визового режима между Украиной и её центральноевропейскими соседями, которое происходило несмотря на заверения европейских политиков в симпатиях к Украине. Так, Юрий Андрухович писал:

Европейская сторона не предложила ничего нового, только идею «буферной зоны», которой уже сто лет, такой серой территории между Россией и Западом, единственное назначение которой — не мешать их, то есть России и Запада, партнёрству. В этой связи начинаешь совсем по-другому понимать эвфемизм «новые соседи», который звучит оптимистично. «Новые соседи» — это те, кто на всякий случай ограждают Европу от не совсем удобной России.
Оригинальный текст (укр.)Європейська сторона не запропонувала нічого нового, лише ідею "буферної зони", якій уже сто років, такої сірої території між Росією і Заходом, єдине призначення якої – не заважати їхньому, тобто Росії і Заходу, партнерству. У цьому зв'язку починаєш зовсім по-іншому розуміти евфемізм "нові сусіди", який звучить оптимістично. "Нові сусіди" – це ті, хто про всяк випадок відгороджують Європу від не зовсім зручної Росії.

Идея санитарного кордона порой находит и популяризаторов. Йерун Бюлт (нидерл. Jeroen Bult), эстонский аналитик Института международных и социологических исследований, пишет в Postimees, что Россия должна ответить за свои преступления, однако Эстония в одиночку не сможет создать новый санитарный кордон, поэтому ей следует убедить в этом колеблющуюся старую Европу. Депутат парламента Словакии, член ПАСЕ Сергей Хелемендик констатирует, что обсуждение темы возможных и тем более будущих войн в Европе для старой Европы неполиткорректно, а для младоевропейцев недопустимо, и с иронией добавляет:

Подспудно в странах 'новой' Европы живет исторически правильный страх — не сделают ли из них в очередной раз разменную монету 'большой политики'. Новый 'санитарный кордон' против иранских ракет, подлетающих со стороны Белоруссии.

### Широкая трактовка
Понятие санитарного кордона в настоящее время порой получает и более широкую трактовку — так характеризуют ряд любых буферных государств, формирующих барьер против большего и идеологически чуждого государства, а также используют как метафору предотвращения распространения идеологии или деятельности, которую считают нежелательной, опасной (например, международного терроризма).
Это касается как реалий настоящего, так и прошлого. Так, политолог Владимир Букарский, например, говорит о санитарном кордоне поляков, шведов, турок и крымских татар вокруг Русского царства, который разорвал Пётр I, а «Международный исторический журнал» пишет о санитарном кордоне, созданном в 1989 году ГДР, СРР и ЧССР вокруг Венгрии после «европейского пикника».
В беседе историка Дженнаро Каротенуто с Джульетто Кьеза, депутатом Европарламента и, как его аттестует редакция, «одним из самых авторитетных советологов в мире», отмечается, что США вместе с сильной Россией могли бы создать санитарный кордон вокруг Китая, однако на сегодняшний день Америке нужны не союзники, а холопы и подчинённые, и в Европе происходит необратимое расползание трансатлантических отношений.
Бывший глава российского МИД Игорь Иванов во время Второй чеченской войны заявлял о процессе строительства санитарного кордона на Северном Кавказе. Некоторые аналитики также говорили о необходимости возведения кордона на севере Афганистана для предотвращения соприкосновения стран СНГ с Талибаном. Аналогично и в Европе подумывали о создании санитарного кордона вокруг Австрии после победы там в 2000 году праворадикальной коалиции, включавшей ультранационалистическую «Партию свободы» Йорга Хайдера, а США популяризировали идеи создания санитарных кордонов вокруг враждебного Белому дому Судана, Ирака времён Саддама Хусейна, вокруг руководимой Уго Чавесом Венесуэлы и т. д.